# تشهارباغ (فيروزة)
تشهارباغ (بالفارسية: چهارباغ) هي قرية تقع في قسم فيروزة الريفي في إيران. يقدر عدد سكانها بـ 135 نسمة بحسب إحصاء 2016.